# Примогенитура
Примогенитура или примогенитур (на немски: Primogenitur), на български първородство, е наследствен принцип, според който първороденият получава наследството. Наследи ли последнороденият всичко, тогава се говори за ултимогенитура.
Примогенитурата е важна най-вече при монархиите при определянето на наследника на трона, като осигурява неразделянето на държавата. При повечето разновидности в миналото само синовете могат да приемат наследството, като дъщерите са напълно изключени (Lex Salica). Днес преобладават варианти на смесено по пол наследяване – често дъщерите наследяват след синовете или дори след всички наследници от мъжки пол, но в съвременна Европа (без Лихтенщайн) наследниците на монарха се подреждат по възраст, без значение полът им. Извън Европа има случаи на първородство, при което мъжете напълно са изключени от реда за наследяване.